# Аттон
Атто́н (фр. Atton) — коммуна во французском департаменте Мёрт и Мозель, региона Лотарингия. Относится к  кантону Понт-а-Муссон.

## География
Аттон расположен рядом с несколькими транспортными линиями, включая местные дороги D120 и D40, автодорогу A31 (выезд 27), железную дорогу (TGV проходит недалеко от коммуны). Он находится в 3 км к юго-востоку от Понт-а-Муссона, 23 км к северу от Нанси и 27 км к югу от Меца. Соседние коммуны: Муссон на севере, Сен-Женевьев и Луази на юге, Блено-ле-Понт-а-Муссон и Жезенвиль на юго-западе. 

## Демография
Население коммуны на 2010 год составляло 780 человек.
| 1962 | 1968 | 1975 | 1982 | 1990 | 1999 | 2010 |
| ---- | ---- | ---- | ---- | ---- | ---- | ---- |
| 477  | 523  | 530  | 522  | 625  | 640  | 780  |